# Carlos Fabra Andrés
Carlos Fabra Andrés (Castellón de la Plana, 1912 - 1979) fue un político y abogado español. Procurador a Cortes franquistas, fue alcalde de Castellón de la Plana entre 1948 y 1955 y presidente de la Diputación Provincial entre 1955 y 1960.

## Biografía
Hijo y nieto de políticos, su vida giró en torno a la administración pública, a la que se dedicó tras la Guerra Civil. Nacido en 1912, fue hijo de Luis Fabra Sanz y nieto de Victorino Fabra Adelantado, cacique liberal y jefe político de la provincia de Castellón. Estudió Derecho en la Universidad de Valencia y se graduó por la Universidad de Madrid en 1934. Ya en 1932 fundó la Juventud Católica de Castellón y militó en las juventudes de la Derecha Regional Agraria. 
Durante la Guerra Civil se alistó en el ejército franquista como alférez de Complemento, dentro del VII Regimiento de Cazadores ceutíes. Participó en la batalla del Ebro y después ascendió a teniente por méritos de guerra. En 1939 fue nombrado delegado de la Confederación Nacional de Excombatientes. Casado con Marta Carreras, fue padre del político Carlos Fabra Carreras, presidente de la Diputación Provincial de Castellón por el Partido Popular.

## Trayectoria
Desde 1943 ocupó cargos de dirección local y provincial dentro del Movimiento Nacional, y entre junio de 1948 y marzo de 1955 fue nombrado alcalde de Castellón de la Plana y procurador a Cortes franquistas. Durante su mandato intentó modernizar urbanísticamente la ciudad, equipó algunas infraestructuras y municipalizó distintos monumentos, como el Castillo de Peñíscola, el Palacio del Cardenal Ram de Morella, el Castillo de Alcalá de Chivert, Santa Magdalena de Polpís y la Torre del Rey de Oropesa del Mar, a la vez que ejerció como promotor del Campo de golf Mediterráneo y de la urbanización La Coma. También organizó los actos del VI Centenario del hallazgo de la Virgen de Lidón. De 1955 a octubre de 1960 fue presidente de la Diputación Provincial, y de 1968 a 1972 fue decano del Colegio de Abogados de Castellón. También fue consejero del Banco de España y asesor de la Caixa en Castellón.